# 拓跋猗盧
拓跋猗盧（？—316年），中國西晉末期鮮卑索頭部首領、代王，295年至307年統治索頭部西部國土，307年至316年統治索頭部全境，是南北朝時期北魏皇帝的先祖之一。其父為拓跋沙漠汗，拓跋猗㐌、拓跋弗皆為其兄弟。

## 生平
295年，當時的鮮卑索頭部首領，也是猗盧之叔拓跋祿官將國土分為三部，由猗盧統治西部。猗盧善於用兵，向西打敗匈奴、烏桓，並將部落之事，委諸漢人，漢人因此紛紛歸附。304年，與猗㐌擊敗劉淵軍，和晉軍會師。305年、307年，猗㐌、祿官相繼去世後，始完全統領索頭部鮮卑。
310年，支援晉將劉琨擊敗鮮卑白部及鐵弗劉虎，故劉琨與其結拜為兄弟，後更贈其土地、向朝廷推薦其任大單于；其最終得受封為代公，勢力日益強盛。其後數年間，與劉琨聯合對漢國作戰。312年，大破漢軍於晉陽（今中國山西太原）。313年，猗盧以盛樂（今中國內蒙古和林格爾）為北都；平城（今中國山西大同）為南都。命長子拓跋六修統禦國土南部。
315年二月，猗盧從代公進封為代王。猗盧喜愛幼子拓跋比延，欲使比延繼承其位，長子六修反而不受寵。316年，猗盧召喚六修而不至，遂率軍討伐，反為六修所敗，被擒獲殺之。
猗盧在位時用法嚴苛，史載部落的人有犯法者，甚至整個部落的人都殺光。有時見到路上有人們扶老攜幼而行，問他們去哪裡？回答的往往是：「去赴死。」竟然沒有一個人敢逃亡。
北魏道武帝拓跋珪稱帝時，將猗盧追諡為穆皇帝。

## 家庭

### 夫人
- 叱罗氏，后追尊为皇后[4]

### 子女
- 拓跋六修
- 拓跋比延